# Krumbeck (Feldberger Seenlandschaft)
Krumbeck ist ein Ortsteil der Gemeinde Feldberger Seenlandschaft im Südosten des Landkreises Mecklenburgische Seenplatte in Mecklenburg-Vorpommern.

## Geografie und Verkehrsanbindung
Krumbeck liegt nordöstlich der Stadt Feldberg an den Kreisstraßen K 96 und K 97. Nordwestlich des Ortes erstreckt sich das 593 ha große Naturschutzgebiet Schlavenkensee, nordöstlich das 996 ha große Naturschutzgebiet Hinrichshagen und südlich das 480 ha große Naturschutzgebiet Feldberger Hütte.

## Geschichte

### Ersterwähnung und Exklave
Im Jahre 1313 wird der Ort als Krumbeke (ndt. "krummer Bach") ersterwähnt, zum Bistum Havelberg gehörig. Der Herr Heinrich von Mecklenburg und Stargard erteilte dem Ritter Hans von Heydebrecke die Genehmigung seinen Hof zu Krumbeck und die Hälfte des Dorfes dem Kloster Himmelpfort zuzuwenden. Auch wenn die Schreibweise des Adeligen variiert, die Geschichte ist verbürgt in Urkunden mehrerer Landesteile. Bis 1352 gelangte der gesamte Ort Krumbeck in den Besitz des Zisterzienser-Klosters. Und dies blieb so bis zur Reformation. Im Zuge der staatlichen Säkularisation wurde Himmelpfort und seine Ländereien 1541 dem einflussreichen Landvogt Hans von Arnim auf Boitzenburg in Pfand gegeben. Zehn Jahre danach ging der Besitz als kurfürstliches Lehen an Adam von Trott-Badingen. Von Trott zu Solz war jener Zeit Hofmarschall beim Kurfürsten Joachim II. Hector von Brandenburg, und später Feldmarschall. Daraus resultierte historisch lange die Lage der Krumbeckschen brandenburgischen Exklave in Mecklenburg. Erst 1811 ging Krumbeck, Dorf und Gut als zwei eigenständige Ortschaften, endgültig nach Mecklenburg.

### Gutsort
Krumbeck entwickelte sich spät zu einem Gutsort. Besonders hervorzuheben ist hier die alte mecklenburgische Familie von Dewitz, sie übernahm 1797 das Besitztum. Deren Linie Miltzow stellte die Gutsherren. Krumbeck wurde zumeist von dort geführt, zu mindestens kurz zu Beginn. Namhaftester Vertreter auf Krumbeck wurde der Gutsbesitzer und Mitglied der Mecklenburgischen Abgeordnetenversammlung Otto Ernst von Dewitz, der sich fortan Otto Ernst von Dewitz-Krumbeck nannte. Er ließ 1832 auch den Park in Krumbeck nach Plänen von Peter Joseph Lenné umgestalten und modernisierte den Herrensitz. Ebenso engagierte sich Dewitz-Krumbeck standesgemäß in der Pferdezucht und nahm überhaupt aktiv am gesellschaftlichen Leben in der Region teil.

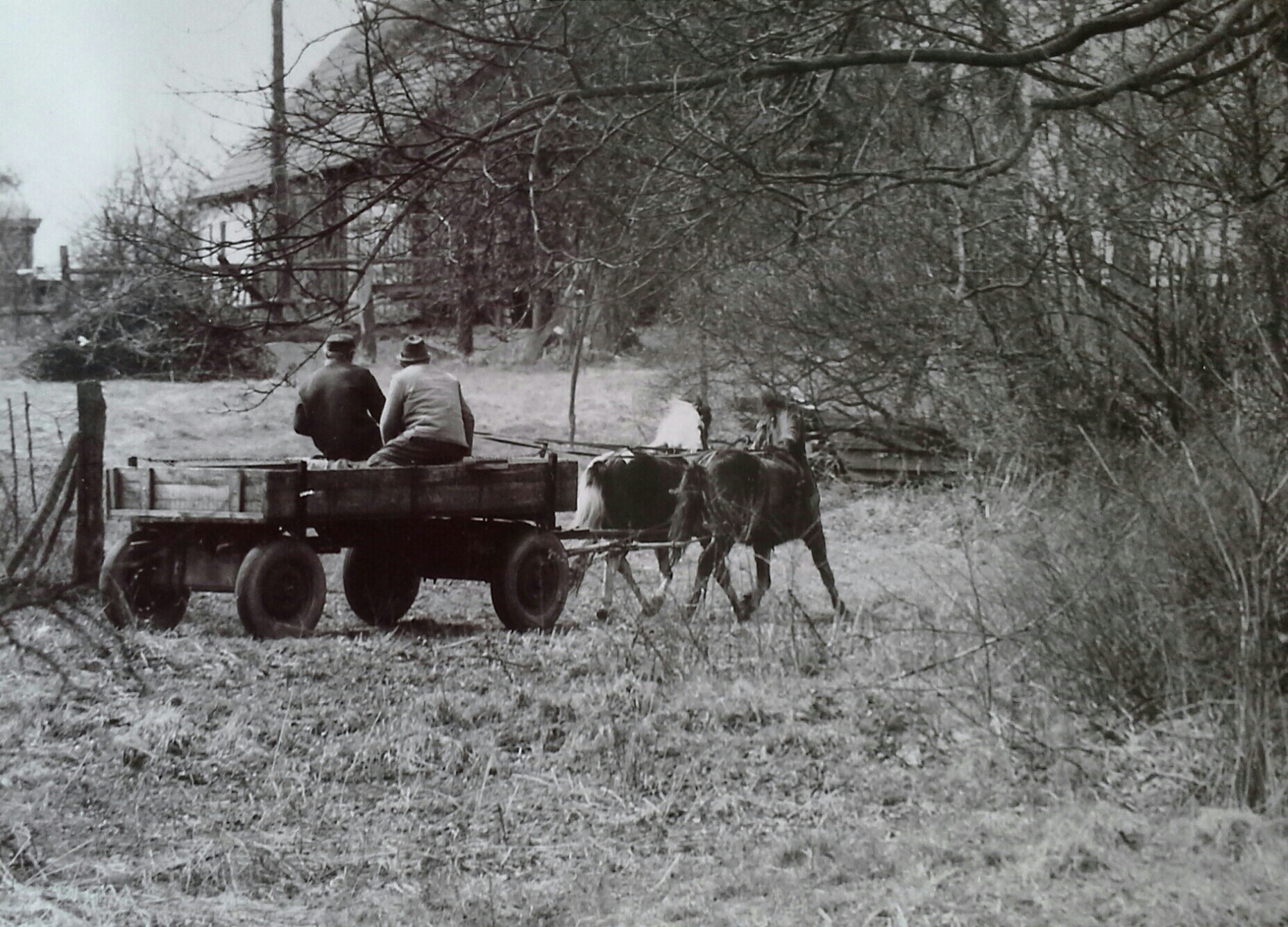
Krumbeck 1981

Gut Krumbeck wurde 1825 in den Verbund der Mecklenburgischen Ritter- und Landschaft aufgenommen, was in anderen ostelbischen Agrarregionen die Ritterschaftsbanken direkt vertraten. Ulrich Otto von Dewitz-Miltzow (1814–1871) ist Grundbesitzer auf Miltzow, Ulrichshof und eben zu Krumbeck. Mitte des 19. Jahrhunderts gründete er zur Sicherung der Erbfolge einen Familienfideikommiss, was sich nachfolgend noch als Nachteil auswirken sollte. Zunächst übernahm der Sohn Ulrich Otto von Dewitz (1856–1921), Ehrenritter des Johanniterorden und Rittmeister, die Begüterung. Dann seine Tochter Ursula von Dewitz (1864–1950) war die letzte Gutsherrin in Krumbeck. Sie hielt private Kontakte zum preußischen Königshaus, unter anderem zu Kronprinzessin Cecile, geborene von Mecklenburg-Schwerin.  Nach dem 1928, also kurz vor der großen Wirtschaftskrise, letztmals amtlich publizierten Mecklenburgischen Güter-Adressbuch hatte das das Allodgut Krumbeck einen Umfang von 1055 ha. Davon waren 258 ha Wald. Im Vordergrund stand wie in ganz Nordostdeutschland damals die Schafsviehbewirtschaftung. Es standen 900 Tiere in den Ställen. Als Gutsverwalter fungierte Robert Gerdtz. Zum Gut gehörte eine Brennerei. Da Ursula von Dewitz die letzte Vertreterin der Linie Krumbeck war adoptierte sie amtsgerichtlich bestätigt 1946 den entfernten Neffen Carl-Ludwig Graf von Berg-Schönfeld als Erben, dieser nannte sich dann Graf von Berg-Dewitz.

### Entwicklung
Der Park des ehemaligen Gutes befindet sich im Eigentum der Gemeinde. Der vorhandene Baukörperteil des Gutshauses ist im Besitz von Nachkommen der Familie von Dewitz.

## Sehenswürdigkeiten

### Baudenkmale
In der Liste der Baudenkmale in Feldberger Seenlandschaft sind für Krumbeck 15 Baudenkmale aufgeführt, darunter
- die Dorfkirche aus dem 13. Jh. mit Feldsteintrockenmauer und Grabkapelle

## Persönlichkeiten

### Mit dem Ort verbundene Persönlichkeiten
- Otto Ernst von Dewitz (1788–1858), Gutsherr in Krumbeck